# ما وراء الأردن

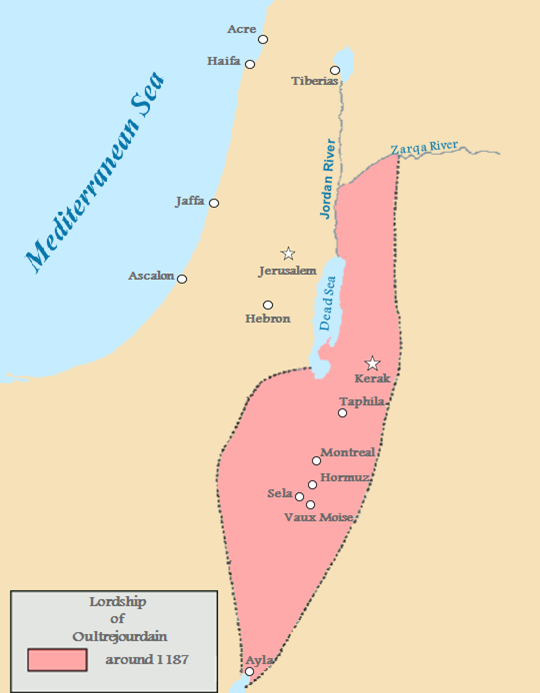
بلاد ما وراء الأردن.

ما وراء الأردن Oultrejordain كان اسما مستخدما أثناء الحملات الصليبية لمنطقة واسعة غير محددة بدقة تقع إلى الشرق من نهر الأردن، وكانت منطقة معروفة في العصور القديمة لأدوم وموآب، وهي منطقة معروفة في العصور القديمة. سميت ايضا سيادة مونتريال ويشار إليها أيضا بشرق الأردن في العص الحديث.

## الجغرافيا والديموغرافيا
امتدت المنطقة جنوبا عبر صحراء النقب إلى خليج العقبة (بالتحديد إلى جزيرة فرعون الآن). إلى شمال وشرق (جلعاد القديمة) لم تكن هناك حدود حقيقية - وإلى شمال البحر الميت وإلى شرق كانت طرق قوافل الحج، وجزءا من الحجاز المسلم. وكانت هذه المناطق أيضا تحت سيطرة السلطان في دمشق، وبحكم العرف الخصوم نادرا ما التقوا هناك لمعركة أو لأغراض أخرى.

## تاريخ المنطقة

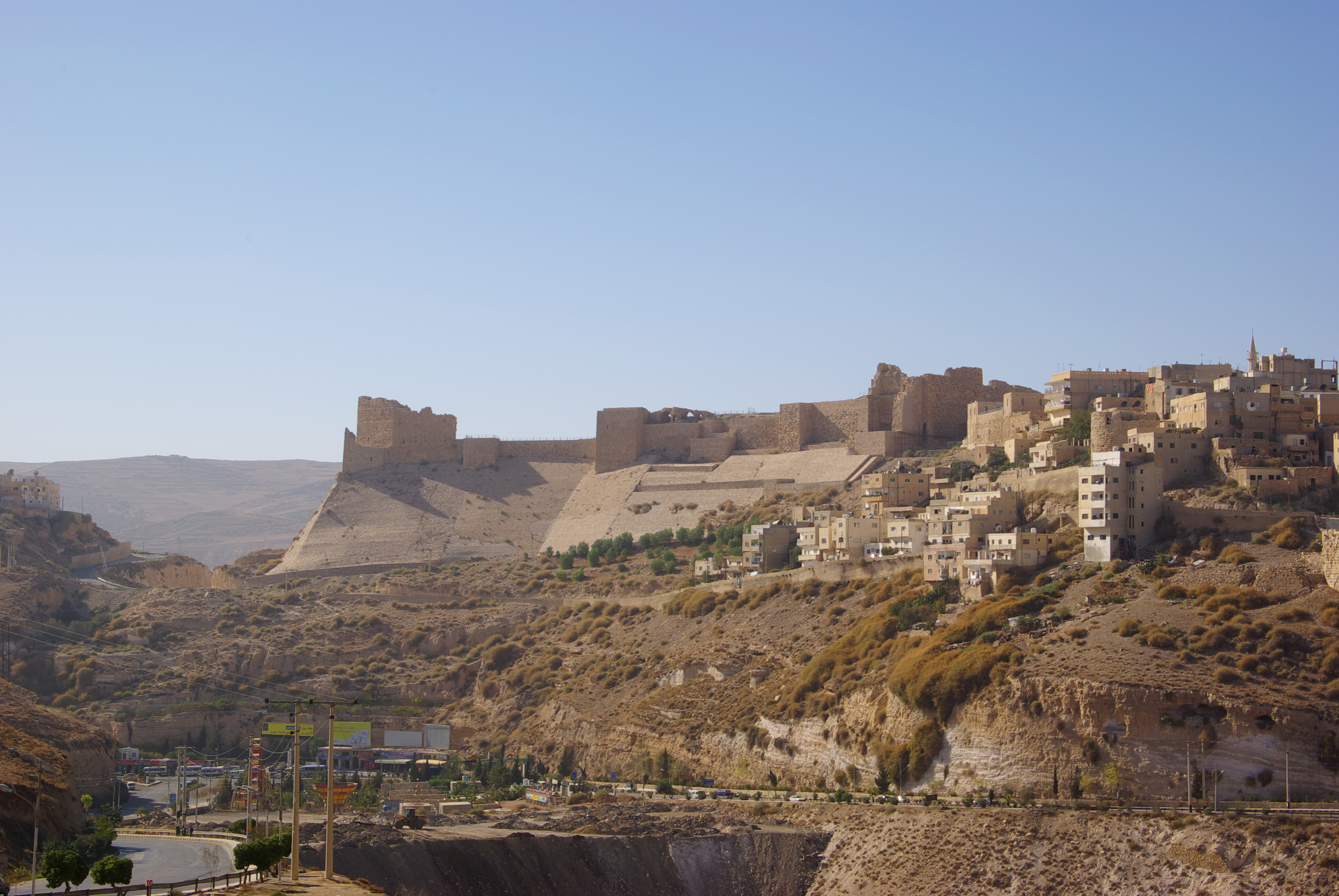
قلعة الكرك، الأردن

قبل الحملة الصليبية الأولى، كانت الأردن الشرقية تحت سيطرة الفاطميين في مصر، الذين انسحب ممثلوهم (في الأصل عدد قليل جدًا، إن وجدوا على الإطلاق) عند وصول الصليبيين. وسرعان ما توصلت القبائل المختلفة هناك إلى السلام مع الصليبيين. كانت أول رحلة استكشافية إلى المنطقة تحت قيادة بالدوين الأول ملك القدس عام 1100. وقام بالدوين أيضًا بالغزو مرة أخرى في عامي 1107 و1112، وبنى قلعة الشوبك (والتي كانت تسمى مونتريال) عام 1115 للسيطرة على طرق قوافل المسلمين، مما وفر إيرادات هائلة للمملكة. كما سيطر الصليبيون على المنطقة المحيطة بالبتراء، حيث أقاموا مطرانية تحت سلطة بطريرك القدس اللاتيني.
كان هناك عدد قليل جدًا من المسيحيين في أولتريجوردان، وكان معظم السكان من البدو الشيعة. تم نقل العديد من المسيحيين السريان الأرثوذكس الذين عاشوا هناك إلى القدس عام 1115 لملء الحي اليهودي السابق (تم قتل اليهود أو طردهم). كان المسيحيون الآخرون الذين عاشوا في منطقة ما وراء الأردن من البدو الرحل أو شبه البدو وكان الصليبيون لا يثقون بهم في كثير من الأحيان.
بالنسبة الى جون إبلين، كانت سيادة منطقة ما وراء الاردن واحدة من الأربعة الرئيسيين التابعين لمملكة القدس. أطلق عليها يوحنا في القرن الثالث عشر، اسم سيادة، ولكن ربما تم التعامل معها على أنها إمارة في القرن الثاني عشر. تم تأسيسها بعد رحلة بالدوين الأول، ولكن نظرًا للحجم النسبي للمنطقة وصعوبة الوصول إليها، كان أسياد أولتريجوردان يميلون إلى المطالبة ببعض الاستقلال عن المملكة. مع حدودها غير المحددة في الغالب، كانت واحدة من أكبر الدول السيادية. ربما سلمتها بالدوين الأول إلى رومان لو بوي في عام 1118، لكنها ظلت على الأرجح تحت السيطرة الملكية حتى عام 1126 عندما أصبح باغان كبير الخدم سيدًا (1126-1147). كان هناك أيضًا تقليد مفاده أن حاكم المنطقة لا يمكنه شغل أي مناصب أخرى في المملكة في نفس الوقت، لذلك كانوا معزولين إلى حد ما عن الحياة السياسية. حوالي عام 1134 حدثت ثورة ضد الملك فولك تحت حكم هيو الثاني ملك يافا (هيو الثاني ملك لو بويسيت)، كونت يافا، ورومان لو بوي (الذي ربما كان سيد أولتريجوردان). لقد هُزِموا ونُفيوا. في عام 1142، بنى فولك قلعة الكرك، لتحل محل قلعة الشوبك كمعقل صليبي في المنطقة. وتشمل القلاع الأخرى في ما وراء الأردن صفد وصبيبة. تورون، بالقرب من صور، ونابلس، في يهودا، لم تكن موجودة في أولتريجوردان، على الرغم من أنهما كانا يحكمهما في بعض الأحيان نفس الأشخاص، عادة عن طريق الزواج.
في عام 1148، شارك قائد ما وراء الأردن الأول في قرار مهاجمة دمشق خلال الحملة الصليبية الثانية، على الرغم من الهدنة بين القدس ودمشق التي كانت حيوية لبقاء المملكة وخاصة السيادة. انتهت الحملة الصليبية بالهزيمة وتضاءل أمن السيادة نتيجة لذلك.
ترك موريس مونتريال [الإنجليزية] السيادة لابنته إيزابيلا (حوالي ١١٢٥ - ١١٦٦) وزوجها فيليب ميلي [الإنجليزية]، قائد نابلس، الذي اضطر إلى الاستقالة من نابلس من أجل الاعتراف به كحاكم لمنطقة ما وراء الأردن. بعد وفاة إيزابيلا، أصبح فيليب (الذي حكم ما وراء الأردن من 1161 إلى 1168) راهبًا محاربًا وأخيراً سيدًا كبيرًا لفرسان الهيكل. في هذه الأثناء، أصبح صهرهم همفري الثالث ملك تورون [الإنجليزية]، ابن الشرطي الملكي همفري الثاني [الإنجليزية]، حاكمًا لأولتريجوردان في حق زوجته، ابنتهما ستيفاني دي ميلي. أصبح أزواج ستيفاني اللاحقون، مايلز أوف بلانسي [الإنجليزية] ورينالد أوف شاتيلون، بدورهم أسياد المنطقة.

## انظر ايضا
- ملوك مملكة بيت المقدس
- مملكة بيت المقدس
- الإقطاعيات في مملكة بيت المقدس